# Стойбен (округ, Індіана)
Шаблон:StateAbbr_ 41°38′ пн. ш. 85°00′ зх. д. / 41.64° пн. ш. 85° зх. д.
Округ Стойбен (англ. Steuben County) — округ (графство) у штаті Індіана, США. Ідентифікатор округу 18151.

## Історія
Округ утворений 1835 року.

## Демографія
За даними перепису
2000 року
загальне населення округу становило 33214 осіб, зокрема міського населення було 10583, а сільського — 22631.
Серед мешканців округу чоловіків було 16771, а жінок — 16443. В окрузі було 12738 домогосподарств, 8911 родин, які мешкали в 17337 будинках.
Середній розмір родини становив 3.
Віковий розподіл населення поданий у таблиці:
| Стать    | До 15 років | 15-21 | 22-29 | 30-39 | 40-49 | 50-65 | 65-85 | Понад 85 |
| -------- | ----------- | ----- | ----- | ----- | ----- | ----- | ----- | -------- |
| Чоловіки | 3599        | 2077  | 1755  | 2454  | 2509  | 2710  | 1519  | 148      |
| Жінки    | 3470        | 1616  | 1552  | 2378  | 2457  | 2701  | 1952  | 317      |

## Суміжні округи
- Бранч, Мічиган — північ
- Гіллсдейл, Мічиган — північний схід
- Вільямс, Огайо — схід
- Декальб — південь
- Нобл — південний захід
- Лаграндж — захід

## Виноски
1. ↑  U.S. Decennial Census. United States Census Bureau. Процитовано 10 липня 2014.
2. ↑  Historical Census Browser. University of Virginia Library. Архів оригіналу за 11 серпня 2012. Процитовано 10 липня 2014.
3. ↑  Population of Counties by Decennial Census: 1900 to 1990. United States Census Bureau. Процитовано 10 липня 2014.
4. ↑  Census 2000 PHC-T-4. Ranking Tables for Counties: 1990 and 2000 (PDF). United States Census Bureau. Процитовано 10 липня 2014.
5. ↑  Steuben County QuickFacts. Бюро перепису населення США. Архів оригіналу за 6 серпня 2011. Процитовано 25 вересня 2011. [Архівовано 2011-08-06 у Wayback Machine.](англ.) Наведено за англійською вікіпедією.
6. ↑  American FactFinder. Бюро перепису населення США. Архів оригіналу за 26 лютого 2012. Процитовано 31 січня 2008. [Архівовано 2008-05-21 у Wayback Machine.]

| США | Це незавершена стаття з географії США. Ви можете допомогти проєкту, виправивши або дописавши її. |